# Devanagari
Devanagari ali devanāgarī (देवनागरी, IAST: Devanāgarī, sanskrtska izgovarjava: [deːʋɐˈnaːɡɐriː]), imenovana tudi nāgarī (sanskrtsko: नागरी, Nāgarī), je levo-desna abugida (vrsta segmentne pisave), ki temelji na antični brahmski pisavi s severa indijske podceline. Je ena od uradnih pisav Indijske republike. V redno uporabo je bila vpeljana že pred 7. stoletjem n. št. Pisava devanagari, ki jo sestavlja 47 glavnih znakov, vključno s 14 samoglasniki in 33 soglasniki, je četrta najbolj uporabljana pisava na svetu in jo uporablja več kot 120 jezikov.
Pravopis te pisave odraža izgovarjavo jezika. V nasprotju z latinico ta pisava ne razlikuje velikosti črk. Piše se z leve proti desni in močno uporablja simetrične zaokrožene oblike v kvadratnih orisih, prepoznavna pa je po vodoravni črti, imenovani široreka (शिरोरेखा, śirorekhā), ki poteka vzdolž vrha polnih črk. V ležeči podobi se pisava devanagari razlikuje od drugih indijskih pisav, kot so bengalsko-asamska pisava ali gurmuki, natančen pregled pa pokaže, da so si zelo podobne, z izjemo kotov in strukturnega poudarka.
Med jeziki, ki to pisavo uporabljajo kot primarno ali sekundarno pisavo, so maratščina, palijščina, sanskrt (antična pisava nagari za sanskrt ima dva dodatna soglasniška znaka), hindijščina, borojščina, nepalščina, šerpščina, prakrtščina, apabramša, avadščina, bojpurščina, brajščna, čatigarščina, harjanščina, magajščina, sadrščina, radžastanščina, bilščina, dogrijščina, kašmirščina, konkanščina, sindščina, nevarščina, mundarščina in santalščina. Pisava devanagari je tesno sorodna pisavi nandinagari, ki je pogosta v starih rokopisih Južne Indije, in je v daljnem sorodstvu s številnimi pisavami jugovzhodne Azije.